# Istiodactylus
Istiodactylus fou un pterosaure de mida mitjana que visqué al Cretaci inferior. Descobert a l'illa de Wight, Istiodactylus latidens fou originalment situat dins el gènere Ornithodesmus per H. G. Seeley l'any 1901 i fou totalment descrit per R. W. Hooley l'any 1913.